# Georges Minois
Georges Minois (27 giugno 1946) è uno storico francese.

## Opere

### Traduzioni italiane
- Piccola storia dell'inferno (Histoire de l'enfer, 1994), Bologna, Il Mulino, 1995, ISBN 978-88-150-7336-5. [in tedesco col titolo Hölle. Kleine Kulturgeschichte der Unterwelt]
- Piccola storia del diavolo (Le Diable, 1998), Bologna, Il Mulino, 1999, ISBN 978-88-150-7336-5.
- Storia dell'ateismo (Histoire de l'athéisme. Les incroyants dans le monde occidental des origines à nos jours, 1998), Roma, Editori Riuniti, 2000, ISBN 978-88-359-4747-9.
- La Chiesa e la guerra. Dalla Bibbia all'èra atomica (L'Église et la guerre. De la Bible à l'ère atomique, 1994), Bari, Dedalo, 2003, ISBN 978-88-220-0552-6.
- Storia del riso e della derisione (Histoire du rire et de la dérision, 2002), Bari, Dedalo, 2004, ISBN 978-88-220-0554-0.
- Il pugnale e il veleno. L'assassinio politico in Europa (1400-1800) [Le Couteau et le poison. L'assassinat politique en Europe (1400-1800), 1997], Torino, UTET, 2006, ISBN 978-88-020-7416-0.
- Storia del mal di vivere. Dalla malinconia alla depressione (Histoire du mal de vivre. De la mélancolie à la dépression, 2003), Bari, Dedalo, 2005, ISBN 978-88-220-0561-8.
- Storia dell'avvenire. Dai profeti alla futurologia (Histoire de l'avenir. Des prophètes à la prospective, 1996), Bari, Dedalo, 2007, ISBN 978-88-220-0567-0.
- Il libro maledetto. L'incredibile storia del trattato dei tre profeti (Le Traité des trois imposteurs, 2009), Milano, Rizzoli, 2010, ISBN 978-88-170-3842-3.
- La ricerca della felicità. Dall'età dell'oro ai giorni nostri (L'Age d'or: Histoire de la poursuite du bonheur, 2009), Prefazione di Luciano Canfora, Bari, Dedalo, 2010, ISBN 978-88-220-0571-7.
- Carlo Magno. Primo europeo o ultimo romano (Charlemagne, 2010), Roma, Salerno, 2011, ISBN 978-88-840-2747-4.
- Il prete e il medico. Fra religione, scienza e coscienza, Bari, Dedalo, 2016, ISBN 978-88-220-0578-6.

### Opere non tradotte in italiano
- Histoire de la vieillesse de l'Antiquité à la Renaissance, Fayard, 1987
- La Bretagne des prêtres en Trégor d'Ancien Régime, Beltan, 1987
- Le Confesseur du roi. Les directeurs de conscience de la monarchie française, Fayard, 1988
- Henri VIII, Fayard, 1989
- Les Religieux en Bretagne sous l'Ancien Régime, Ouest France, 1989
- L'Église et la science. Histoire d'un malentendu. T.1 : De Saint Augustin à Galilée, 1990 ; T.2 : De Galilée à Jean-Paul II, Fayard, 1991
- Histoire religieuse de la Bretagne, Gisserot, 1991
- Histoire des enfers, Fayard, 1991 (deutscher Titel: Die Hölle. Zur Geschichte einer Fiktion)
- Nouvelle Histoire de la Bretagne, Fayard, 1992
- Du Guesclin, Fayard, 1993
- Censure et culture sous l'Ancien Régime, Fayard, 1995
- Histoire du suicide. La société occidentale face à la mort volontaire, Paris 1995
- Les Stuarts, PUF, 1996
- Les Tudors, PUF, 1996
- L'Angleterre géorgienne, PUF, 1997
- Anne de Bretagne, Fayard, 1999
- Galilée, PUF, 2000
- Les origines du mal. Une histoire du péché originel, Fayard, 2002
- Bossuet, Perrin, 2003
- Charles VII, Perrin, 2005
- Le culte des grands hommes. Des héros homériques au star system, Audibert, 2005
- Les grands pédagogues : de Socrate aux cyberprofs, Audibert, 2006
- La Rochefoucauld, Tallandier, 2007
- La Guerre de Cent Ans : Naissance de deux nations, Perrin, 2008
- Le poids du nombre : l'obsession du surpeuplement dans l'histoire, Paris, Perrin, coll. Pour l'histoire, 2011
- Dictionnaire des athées, agnostiques, sceptiques et autres mécréants, Albin Michel, 2012
- Histoire de la solitude et des solitaires, Fayard, 2013
- Poitiers, 19 septempbre: le roi de France est fait prisonnier..., Tallandier, 2014.
- Philippe le Bel, Perrin, 2014.
- Charles le Téméraire, Perrin, 2015.
- La Prêtre et le Mèdecin: des saints guérisseurs à la bioétique, CNRS Editions, 2015.
- Histoire du Moyen-Age, Perrin, 2016.
- Richard Coeur de Lion, Perrin, 2017.
- La Cabale des dévots, Champ Vallon, 2018.
- Blanche de Castille, Perrin, 2018.